# Karel Blondeel
Karel Blondeel es un deportista belga que compitió en triatlón.
Ganó una medalla de bronce en el Campeonato Europeo de Triatlón de 1987. Además obtuvo dos medallas en el Campeonato Europeo de Triatlón de Media Distancia, oro en 1990 y plata en 1988.

## Palmarés internacional
| Campeonato Europeo | Campeonato Europeo | Campeonato Europeo | Campeonato Europeo |
| Año                | Lugar              | Medalla            | Prueba             |
| ------------------ | ------------------ | ------------------ | ------------------ |
| 1987               | Marsella (Francia) | Medalla de bronce  | Individual         |

| Campeonato Europeo | Campeonato Europeo   | Campeonato Europeo | Campeonato Europeo |
| Año                | Lugar                | Medalla            | Prueba             |
| ------------------ | -------------------- | ------------------ | ------------------ |
| 1988               | Stein (Países Bajos) | Medalla de plata   | Individual         |
| 1990               | Tréveris (RFA)       | Medalla de oro     | Individual         |